# William Diehl
William Diehl   (Jamaica, 4 de desembre de 1924 - Atlanta, 24 de novembre de 2006) va ser un fotoperiodista i escriptor nord-americà, autor de diverses novel·les policíaques i de thrillers legals.

## Biografia
Diehl va estudiar a la Universitat de Missouri i ben aviat va començar la seva carrera de periodista i fotoreporter a Atlanta. Amb 50 anys, va començar a escriure la seva primera novel·la, Sharky's Machine (1978), que narra la història d'un policia que treballa a la brigada antivici després d'haver estat acomiadat de la brigada antidroga. Aquesta novel·la es va adaptar el 1981 en una pel·lícula nord-americana dirigida per Burt Reynolds, doblada al català amb el títol La brigada de Sharky.
Després de quatre novel·les més, el 1992 va escriure el thriller psicològic i legal, Primal Fear. Va crear el personatge de Martin Vail, un advocat encarregat de defensar un client que pateix un trastorn de doble personalitat. Aquest últim està acusat d'apunyalar un arquebisbe que l'havia fet participar amb altres nens en orgies pedòfiles en un cor d'escolanets. Aquesta novel·la es va adaptar el 1996 en una pel·lícula nord-americana dirigida per Gregory Hoblit, doblada al català amb el títol Les dues cares de la veritat. Martin Vail es converteix en procurador general d'Illinois en les altres dues altres novel·les que conformen la trilogia de Vail: Show Of Evil (1995) i Reign in Hell (1997).
Diehl va morir d'aneurisma de l'aorta a l'hospital de la Universitat Emory d'Atlanta el 24 de novembre de 2006.

## Obres

### SèrieMartin Vail
- Primal Fear (1992)
- Show Of Evil (1995)
- Reign in Hell (1997)

### Novel·les independents
- Sharky's Machine (1978)
- Chameleon (1981)
- Hooligans (1984)
- Thai Horse (1987)
- The Hunt (1990)
- Eureka (2002)
- Seven Ways to Die (2012) (coescrita amb Kenneth John Atchity) (publicació pòstuma)

## Filmografia

### Adaptacions al cinema
- 1981: La brigada de Sharky (Sharky's Machine), film estatunidenc realitzat per Burt Reynolds, amb Burt Reynolds, Charles Durning, Vittorio Gassman i Brian Keith de protagonistes.
- 1996: Les dues cares de la veritat (Primal Fear), film estatunidenc realitzat per Gregory Hoblit, amb Richard Gere, Laura Linney i Edward Norton de protagonistes.